# Plebejus argenteoguttatanulla
Plebejus argenteoguttatanulla är en fjärilsart som beskrevs av Bright och Leeds 1938. Plebejus argenteoguttatanulla ingår i släktet Plebejus och familjen juvelvingar. Inga underarter finns listade i Catalogue of Life.